# Torrey (Utah)
Torrey es un pueblo situado en el condado de Wayne, Utah  (Estados Unidos). Según el censo de 2010 tenía una población de 182 habitantes.

## Demografía
Según el censo de 2010, Torrey tenía una población en la que el 90,7% eran blancos, 0,0% afroamericanos, 0,0% amerindios, 0,0% asiáticos, 0,0% isleños del Pacífico, el 7,1% de otras razas, y el 2,2% pertenecían a dos o más razas. Del total de la población el 9,9% eran hispanos o latinos de cualquier raza.

## Localidades adyacentes
El siguiente diagrama muestra a las localidades más próximas a Torrey.